# Lionel Ovesey
Lionel Ovesey (Manciuria, 15 aprile 1915 – 21 maggio 1995) è stato uno psicanalista statunitense.
Insieme a Charles Socarides e Irving Bieber fu uno degli psicologi statunitensi più influenti nel propugnare l'idea che i gay si potessero "curare" con successo.

## Biografia
Nato da genitori ucraini in Manciuria, in tenera età si trasferì con la famiglia negli Stati Uniti. Crebbe a Los Angeles e nel 1937 si laureò all'Università della California, specializzandosi presso la sua scuola medica nel '41. Dopo un tirocinio al Los Angeles County General Hospital, trascorse quattro anni nell'esercito americano.  Nel '51 pubblicò con Abram Kardiner il volume intitolato The Mark of Oppression: A Psychosocial Study of the American Negro, che divenne uno studio fondamentale sugli effetti della cultura contemporanea sulla classe media di colore.
La nozione di pseudomosessualità di Ovesey fu uno degli importanti sviluppi che seguirono ai Rapporti Kinsey del 1948.
Insieme a Ethel Parson, Ovesey sviluppò una tassonomia della sessualità transessuale con tutte le variazioni intermedie che separano il maschio dalla femmina, basandosi sul modello di sviluppo elaborato da Margaret Mahler. Il modello di Ovesey enfatizza l'angoscia della separazione-individuazione del bambino il quale produce una fantasia di fusione simbiotica con la madre che il transessuale cerca di risolvere diventando come lei dal punto di vista chirurgico.

## Vita privata
Lionel Ovesey sposò Regina, membro della confraternita Phi Beta Kappa dell'Università di Stanford e prima amministratore delegato donna di un'agenzia riconosciuta dall'American Association of Advertising Agencies, dalla quale ebbe due figlie.

## Pubblicazioni selezionate
- Kardiner A., Ovesey L. (1951). The Mark of Oppression: Explorations in the Personality of the American Negro. Meridian Books
- Ovesey L. (1969). Homosexuality and Pseudohomosexuality. Science House, ISBN 0-87668-017-1
- Ovesey L. Psychoanalytic Theories of Gender Identity. In Person ES, ed. (1999). The Sexual Century. Yale University Press, 1999 ISBN 978-0-300-07604-2
- Ovesey L. The Transsexual Syndrome in Males: Primary Transsexualism. In Person ES, ed. (1999). The Sexual Century. Yale University Press, 1999 ISBN 978-0-300-07604-2
- Person E., Ovesey L. (1974). The transsexual syndrome in males. II. Secondary transsexualism. Am J Psychother 1974 Apr;28(2):174-93
- Kardiner A., Karush A., Ovesey L. A methodological study of Freudian theory. I. Basic concepts. Int J Psychiatry. 1966 Sep;2(5):489-544.